# Каудална анестезија
Каудална анестезија (КА) је облик неураксијалне регионалне анестезије која се спроводи приступом епидуралном простору преко сакралног хијатуса. Обично се користи у педијатрији за обезбеђивање оперативне и постоперативне аналгезије у пределу тела испод пупка. Код одраслих се најчешће користи за лечење хроничног бола у доњем делу леђа.
Може се користити као алтернатива општој анестезији, али и као њен додатак.
Према једној ретроспективној студији  стопа успеха КА била је 96%. Са појавом флуороскопије каудално и епидуралног постављања игле вођено ултразвуком, утицало је на још веће смањење стопе неуспешности КА.

## Индикације
Каудална анестезија је техника релативно ниског ризика која се обично користи, било сама или у комбинацији са седацијом или општом анестезијом.
Каудална анестезија може бити фаворизована за операције суб-умбиликалног региона у педијатријској популацији, као што је операција ингвиналне киле, обрезивање, санација хипоспадије, анална атрезија или за имобилизацију новорођенчади са дисплазијом кука. Стопа успеха је ограничена када се користи за интервенције у средини абдомена као што је санација пупчане киле (због непредвидивог ширења локалних анестетика).
Такође се може користити код пацијената са лумбалном спиналном стенозом, лумбалном кичменом радикулопатијом, болом након ламинектомије или неспецифичним хроничним болом у доњем делу леђа који не реагује на конзервативне третмане.
Списак најчешћих индикација:
- акушерске и општа хирурршке интервенције испод пупка
- акутни и хронични бол отпоран на конзервативно лечење
- пацијенти са претходном операцијом лумбалне кичме
- пацијенти који су "антикоагулирани" или имају коагулопатију

## Контраиндикације
Контраиндикације за каудалну анестезију укључују:
- одбијање пацијента или старатеља,

- локализовану инфекцију у сакралном подручју,
- тешку коагулопатију,
- повишен интракранијални притисак,
- алергије на локалне анестетике који се користе за процедуру.[тражи се извор]